# Hans-Georg von Friedeburg
Hans-Georg von Friedeburg (15 de Julho de 1895 - 23 de Maio de 1945) foi um oficial da Marinha da Alemanha que serviu nas duas guerras mundiais.
Comandou o U-27 até pouco tempo antes do início da Segunda Guerra Mundial.
Cometeu suicídio aos 49 anos de idade após saber que seria envolvido em acusações de crimes contra a humanidade pelos aliados, mas não há nenhuma referência de que estas acusações realmente existiram.

## Carreira

### Patentes
| 1 de Abril de 1914     | Offiziersanwärter    |
| 23 de Dezembro de 1914 | Fähnrich zur See     |
|                        | Oberfähnrich zur See |
| 13 de Julho de 1916    | Leutnant zur See     |
| 28 de Setembro de 1920 | Oberleutnant zur See |
| 1 de Julho de 1925     | Kapitänleutnant      |
| 1 de Abril de 1933     | Korvettenkapitän     |
| 1 de Janeiro de 1937   | Fregattenkapitän     |
| 1 de Janeiro de 1939   | Kapitän zur See      |
| 1 de Setembro de 1942  | Konteradmirale       |
| 1 de Fevereiro de 1943 | Vizeadmiral          |
| 1 de Abril de 1943     | Admiral              |
| 1 de Maio de 1945      | Generaladmiral       |

### Condecorações
| 6 de Junho de 1939    | Cruz Espanhola em Prata                             |
| 1939                  | Spange 1939 zum Eisernen Kreuz 2. Klasse 1914       |
| 1939                  | Spange 1939 zum Eisernen Kreuz 1. Klasse 1914       |
| 6 de Junho de 1942    | Cruz Germânica em Prata                             |
| 1943                  | Cruz do Mérito de Guerra 2ª Classe com Diamantes    |
| 1944                  | Cruz do Mérito de Guerra 1ª Classe com Diamantes    |
| 17 de Janeiro de 1945 | Ritterkreuz des Kriegsverdienstkreuz mit Schwertern |